# Sem Hjuan
Sem Roland Hjuan je škotski glumac, producent, autor i preduzetnik. Sem Hjuan, rođen je 30. aprila 1980. godine u Balmaklelanu u Škotskoj. Poznat je po glavnoj ulozi Džejmija Frejzera u Starz istorijskoj drami serijala „Tuđinka" (2014. do danas), za koju je dobio Nagradu za omiljenu kablovsku naučno-fantastičnu TV ulogu, kao i nominaciju za Izbor kritičara za najboljeg glumca u drama serijalu. Hjuan je takođe glumeo u filmovima, kao sto je špjunska komedija, „Špijun koji me je ostavio" i herojski akcionom filmu Bladšot (2020). Među svim brojnim ulogama, nominovan je za Lorens Olivije nagradu za najperspektivnijeg glumca za njegove uloge u „Udaljeno ostrvo", izveden u Kraljevskom  dvorskom teataru .

## Priznanja
Hjuan je dobio počasni doktorat "u znak priznanja za izuzetan doprinos glumi i dobrotvornim poduhvatima"  Univerzitet u Stirlingu u junu 2019. godine. Njegov drugi počasni doktorat u znak priznanja za umetnički uspeh i dobrotvorni rad dodelio je Univerzitet u Glazgovu u julu 2019. godine. Hjuan i njegov kolega Grejem Mektaviš iz serijala „Tuđinka" zajedno su napisali Clanlands: viski, ratovanje i škotska avantura kao nijedna druga, koje su stigle na 1. mesto na listi najprodavanijih knjiga Njujork tajms bestseleri, kao i za publikovanje i e-knjiga nefantazija u novembru 2020. godine. Sa Grejemom je za Straz snima serijal „Men in Kilts:Road with Sam and Graham".
Takođe je osnivač i grupe "My peak challenge" koja prezentuje zdrav život I bavljenje sportom, a 2020. godine je pokrenuo sopstveni biznis brend viskija "Sassenah" .